# 大阪中華學校

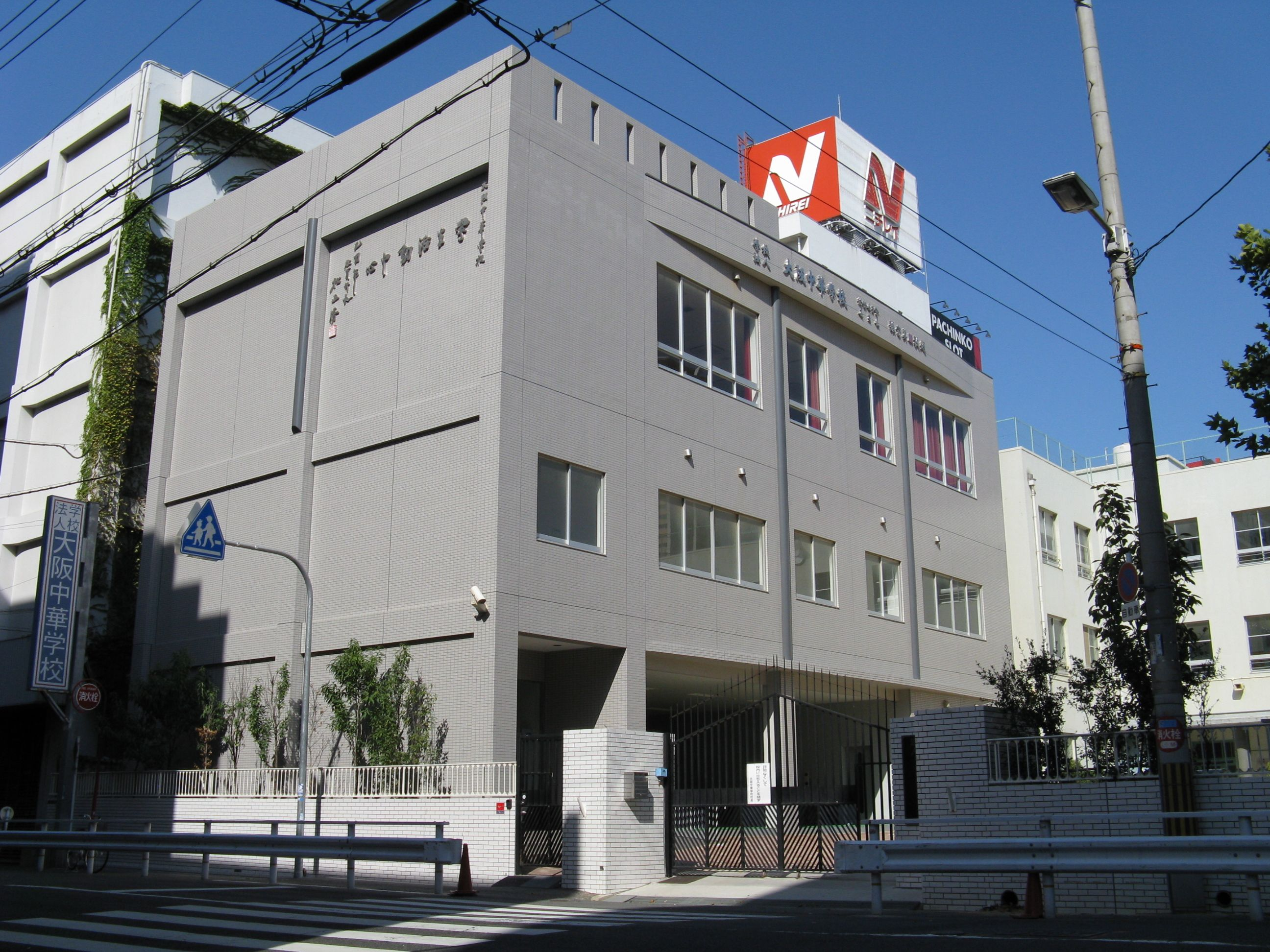
大阪中華學校

大阪中華學校（日语：大阪中華学校）是位於日本大阪府大阪市浪速区的一間中華學校（海外華人學校），採用中華民國（台灣）的教育體系。
該校設有小學部、初中部以及幼稚園部。設立該校的目的本是為居於大阪的華僑子弟提供教育服務，後來也開始招收來自台灣或中國大陸的海外派遣員工或留學生的子女。
小學部主要使用在中華民國發行的教科書，而中學部則因考慮到部分學生將來會進入日本的高等學校學習，所以主要採用日本的文部科学省檢定教科書。小学部中除了教授中文外也同時教授英語與日語。
該校與附近的大阪市立敷津小學有所交流。毎年春節，在大阪的華僑團體都會以該校為會場舉行節日活動。

## 沿革
該校以1946年成立的關西中華國文學校為前身，後來改為現在的校名。成立當初校舍設在大阪市西區的本田國民學校（現在的大阪市立本田小學）中，借用該校的教室授課，後於1953年移設於現在地點。
1953年被中華民國僑務委員會認證為「中華初級中學及附屬小學」。1995年由大阪府認證為学校法人。

## 所在地點
- 學校地址：〒556-0012 大阪市浪速区敷津東1-8-13
- 臨近車站：大阪市營地下鐵御堂筋線、四橋線 大國町站

## 外部連結
- 大阪中華学校 （页面存档备份，存于）（日語）

34°39′29″N 135°29′55″E / 34.658109°N 135.498503°E